# Rok Petrovič
Rok Petrovič (* 5. Februar 1966 in Ljubljana; † 16. September 1993 in Vela Luka, Kroatien) war ein jugoslawischer Skirennläufer.

## Biografie
Sein Vater war ein Sportpsychologe aus Kroatien. Den ersten Erfolg erzielte Petrovič 1983 als Juniorenweltmeister im Slalom in Sestriere. Wenig später wurde er zu einem der weltbesten Slalomfahrer. Während der Saison 1985/86 schien er beinahe unbezwingbar zu sein und begeisterte mit einem äußerst offensiven Fahrstil. In dieser Saison gewann er fünf Weltcuprennen, wurde einmal Zweiter (in St. Anton) und einmal Dritter (in Geilo). Er gewann überlegen den Slalomweltcup und war der erste Jugoslawe, der eine Kristallkugel für den Sieg in einem Disziplinenweltcup holte.
Danach konnte Petrovič jedoch nicht mehr an diese Leistung anknüpfen. Nur noch einmal ließ er sein Können aufblitzen, als er 1987 im Slalom von Kranjska Gora Zweiter wurde, hinter seinem Landsmann Bojan Križaj. 1989 beendete er seine Karriere und begann ein Studium an der Sportfakultät der Universität Ljubljana. Seinen Abschluss machte er 1991 und fuhr mit einem Nachstudium fort. Im Herbst 1993, kurz vor der Präsentation seiner Doktorarbeit, machte er Urlaub auf der kroatischen Insel Korčula. Dort ertrank er beim Tauchen.

## Erfolge

### Olympische Spiele
- Calgary 1988: 9. Riesenslalom, 11. Slalom

### Weltmeisterschaften
- Bormio 1985: 7. Riesenslalom
- Crans-Montana 1987: 12. Riesenslalom, 15. Slalom

### Weltcupwertungen
Rok Petrovič gewann einmal die Disziplinenwertung im Slalom.
| Saison  | Gesamt | Gesamt | Riesenslalom | Riesenslalom | Slalom | Slalom |
| Saison  | Platz  | Punkte | Platz        | Punkte       | Platz  | Punkte |
| ------- | ------ | ------ | ------------ | ------------ | ------ | ------ |
| 1984/85 | 30.    | 58     | 16.          | 28           | 16.    | 30     |
| 1985/86 | 7.     | 170    | 7.           | 45           | 1.     | 125    |
| 1986/87 | 33.    | 38     | 27.          | 6            | 11.    | 32     |
| 1987/88 | 69.    | 12     | –            | –            | 26.    | 12     |
| 1988/89 | 68.    | 8      | 31.          | 5            | 34.    | 3      |

### Weltcupsiege
Petrovič errang insgesamt 9 Podestplätze, davon 5 Siege:
| Datum             | Ort             | Land        | Disziplin |
| ----------------- | --------------- | ----------- | --------- |
| 1. Dezember 1985  | Sestriere       | Italien     | Slalom    |
| 22. Dezember 1985 | Kranjska Gora   | Jugoslawien | Slalom    |
| 2. Februar 1986   | Wengen          | Schweiz     | Slalom    |
| 25. Februar 1986  | Hafjell         | Norwegen    | Slalom    |
| 11. März 1986     | Heavenly Valley | USA         | Slalom    |

### Juniorenweltmeisterschaften
- Auron 1982: 4. Riesenslalom
- Sestriere 1983: 1. Slalom, 3. Riesenslalom